# Condado de Belalcázar
El condado de Belalcázar es un título nobiliario español que el rey Enrique IV de Castilla concedió en fecha desconocida de 1466 a favor de Gutierre II de Sotomayor, hijo de Alfonso de Sotomayor y Guzmán, II señor de Gahete (después Belalcázar), etc —hijo de Gutierre de Sotomayor, maestre de la Orden de Alcántara y I vizconde de la Puebla de Alcocer y Leonor Guzmán y Córdoba—, y de su esposa Elvira de Zúñiga.

## Denominación
Su nombre se refiere al municipio andaluz de Belalcázar, en la provincia de Córdoba que hasta la división territorial de España de 1833 perteneció a Extremadura.

## Señores de Belalcázar
|                                  | Titular                                                           | Periodo                          |
| Creación por Juan II de Castilla | Creación por Juan II de Castilla                                  | Creación por Juan II de Castilla |
| -------------------------------- | ----------------------------------------------------------------- | -------------------------------- |
| I                                | Gutierre de Sotomayor                                             | 1445-1454                        |
| II                               | Alfonso de Sotomayor y Guzmán                                     | 1454-1464                        |
| III                              | Gutierre II de Sotomayor (después llamado fray Juan de la Puebla) | 1464-1466                        |

## Condes de Belalcázar

Escudo de Belalcázar

|                                     | Titular                                                           | Periodo                             |
| Creación por Enrique IV de Castilla | Creación por Enrique IV de Castilla                               | Creación por Enrique IV de Castilla |
| ----------------------------------- | ----------------------------------------------------------------- | ----------------------------------- |
| I                                   | Gutierre II de Sotomayor (después llamado fray Juan de la Puebla) | 1466-1474                           |
| II                                  | Gutierre de Sotomayor (antes llamado Álvaro)                      | 1474-1484                           |
| III                                 | Alonso de Sotomayor y Enríquez                                    | 1484-1524                           |
| IV                                  | Alonso Francisco de Zúñiga y Sotomayor                            | 1524-1544                           |
| V                                   | Alonso de Zúñiga y Sotomayor                                      | 1544-1559                           |
| VI                                  | Francisco de Zúñiga y Sotomayor                                   | 1559-1591                           |
| VII                                 | Francisco Diego López de Zúñiga y Mendoza                         | 1591-1601                           |
| VIII                                | Alfonso López de Zúñiga y Pérez de Guzmán                         | 1601-1619                           |
| IX                                  | Francisco López de Zúñiga y Mendoza                               | 1619-1636                           |
| X                                   | Alfonso López de Zúñiga y Mendoza                                 | 1636-1660                           |
| XI                                  | Juan Manuel López de Zúñiga y Mendoza                             | 1660-1660                           |
| XII                                 | Manuel Diego López de Zúñiga y Sotomayor                          | 1660-1686                           |
| XIII                                | Juan Manuel López de Zúñiga y Castro                              | 1686-1747                           |
| XIV                                 | Joaquín Diego López de Zúñiga Sotomayor Castro y Portugal         | 1747-1777                           |
| XV                                  | María Josefa Pimentel y Téllez-Girón                              | 1777-1778                           |
| XVI                                 | Pedro de Alcántara Téllez-Girón y Alonso-Pimentel                 | 1778-1782                           |
| XVII                                | Francisco de Borja Téllez-Girón y Alonso-Pimentel                 | 1782-1820                           |
| XVIII                               | Pedro de Alcántara Téllez-Girón y Beaufort Spontin                | 1820-1844                           |
| XIX                                 | Mariano Téllez-Girón y Beaufort Spontin                           | 1844-1882                           |
| XX                                  | María Cristina Brunetti y Gayoso de los Cobos                     | 1882-1914                           |
| XXI                                 | Francisco de Borja de Zuleta de Reales y Queipo de Llano          | 1916-1961                           |
| XXII                                | José Manuel de Zuleta y Carvajal                                  | 1963-1998                           |
| XXIII                               | José Manuel de Zuleta y Alejandro                                 | 1998-actual titular                 |

## Historia de los señores de Belalcázar
La localidad de Belalcázar se llamaba Gahet (o Gahete), derivado del nombre árabe de Gafit, cuando Juan II de Castilla hace donación de esta villa, junto con Hinojosa, a Gutierre de Sotomayor, el 6 de noviembre de 1444, donación que fue ratificada posteriormente, el 30 de agosto de 1445 mediante dos privilegios rodados.
A la muerte de Gutierre de Sotomayor la villa de Belalcázar pasó a su hijo, Alfonso de Sotomayor, tenido con Leonor de Guzmán y Córdoba, y legitimado por el rey Juan II en 1437. Según recientes estudios, Leonor Daza, sobrina del maestre, sería la madre legal aunque la verdadera madre biológica de Alfonso fue Leonor de Guzmán y Córdoba. En su testamento otorgado el 12 de octubre de 1453, el maestre Gutierre de Sotomayor, dejó Gahete, Hinojosa, Fuenteovejuna y Bélmez a su hijo Alfonso, así como varios señoríos extremeños como Puebla de Alcocer, Herrera, Fuenlabrada, etc.
Alfonso de Sotomayor tenía dieciocho años cuando sucedió a su padre, y falleció a la edad de veintiocho años en abril de 1464, es decir, dos años antes de la concesión del título de conde de Belalcázar. Cuando falleció, de muerte violenta, su viuda, Elvira de Zúñiga tuvo que hacerse cargo del señorío y de los seis hijos menores de edad nacidos de este matrimonio. Conviene aclarar que, aunque varios autores tienen a Alfonso como primer titular del condado de Belalcázar, el primer conde fue su hijo primogénito, Gutierre II de Sotomayor, que años después, al ingresar en la Orden de los Jerónimos de Guadalupe donde fue conocido como fray Juan de la Puebla cedió los derechos al título a favor de su hermano menor, Álvaro de Sotomayor que cambió su nombre por el de Gutierre.

D. Gutierre II de Sotomayor fue el primer conde de Belalcázar. Queremos salir así al paso de una tradición muy antigua que pretende hacer de su padre, D. Alfonso, el primer representante de la casa condal. Es un error: Alfonso de Sotomayor muere siendo simplemente «señor de Gahete, Hinojosa y La Puebla de Alcocer con todo su vizcondado». No existe aún el condado de Belalcázar ni ha nacido tampoco el topónimo Belalcázar, que es contemporáneo de la creación del condado y unos años posterior a la muerte de D. Alfonso. Su hijo primogénito, Gutierre de Sotomayor, será el que años más tarde, cedería sus derechos al título en favor de su hermano menor, Álvaro —que cambió entonces su nombre por el de Gutierre—, para ingresar él en la Orden de los Jerónimos de Guadalupe y adoptar en lo sucesivo el nombre de religión de Fr. Juan de la Puebla.

## Historia de los condes de Belalcázar

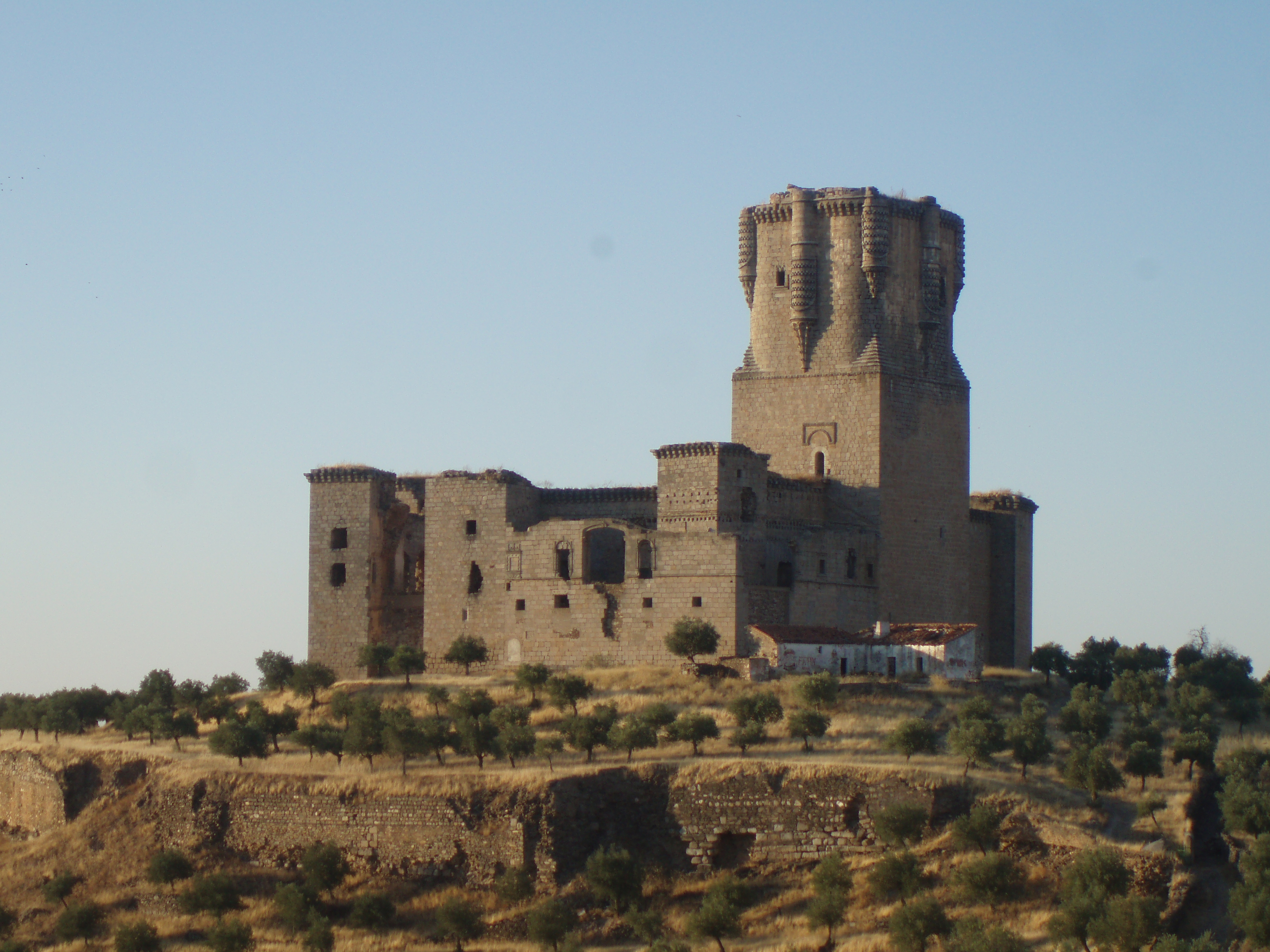
Castillo de Belalcázar

- Gutierre II de Sotomayor el conde Santo (1453-1495), III señor (1464-1466) y I conde de Belalcázar (1466-1474), III vizconde de la Puebla de Alcocer y III señor de Herrera, Fuenlabrada, Helechosa, Villarta de los Montes, Alía, Valdecaballeros, Castilblanco, Sevilleja, Gahete (actual Belalcázar), Hinojosa, Bélmez, Fuente Obejuna y del condado de Espiel de Córdoba,[1][10] hijo primogénito de Alfonso de Sotomayor y Guzmán (1436-1464), II vizconde de la Puebla de Alcocer y II señor de Herrera, Fuenlabrada, Helechosa, Villarta de los Montes, Alía, Valdecaballeros, Castilblanco, Sevilleja, Gahete (actual Belalcázar), Hinojosa, Bélmez, Fuente Obejuna y del condado de Espiel de Córdoba, y de su esposa Elvira de Zúñiga (m. 1483),[11] hija del primer matrimonio de Álvaro de Zúñiga y Guzmán, I duque de Béjar, con Leonor Manrique de Lara y Castilla. Renunció al condado cuando tomó los hábitos y fue conocido fray Juan de la Puebla.[1] Primero entró al monasterio de Guadalupe pero más tarde tomó los hábitos franciscanos y marchó a Roma donde vivió en un humilde convento.[10] Fue durante este periodo, mientras ostentaba el título condal, que él y su madre, Elvira de Zúñiga, dieron un gran impulso en la construcción del alcázar que después daría lugar al cambio de nombre de Gahete a Belalcázar.[10] Sin descendientes, le sucedió su hermano Álvaro, que cambió su nombre a Gutierre:

- (Álvaro) Gutierre de Sotomayor y Zúñiga, el conde Lozano (1460-1484), II conde de Belalcázar[1] y IV vizconde de la Puebla de Alcocer.[1]

Casó en 1480 con Teresa Enríquez de Velasco, hija de Alonso Enríquez de Mendoza y Fernández de Quiñones, III almirante de Castilla y I señor de Melgar, y de su esposa María de Velasco, prima de Fernando el Católico. Le sucedió su hijo:
- Alfonso de Sotomayor y Enríquez (1481-1524), III conde de Belalcázar[14] (1484-1518) y V vizconde de la Puebla de Alcocer. Siguiendo el ejemplo de su tío, tomó los hábitos antes de su muerte, en la Orden de los Franciscanos donde tomó el nombre de fray Alonso de la Cruz.[15]

Casó con Isabel de Castro, hija de Álvaro de Portugal y de Felipa de Melo. Le sucedió su hijo en 1518:
- Alonso Francisco de Sotomayor y Portugal, luego Alonso Francisco de Zúñiga y Sotomayor o Francisco de Zúñiga Sotomayor y Portugal (c. 1500-4 de noviembre de 1544), IV conde de Belalcázar[17] y VI vizconde de la Puebla de Alcocer.[18][19]

Casó en 1518 con Teresa de Zúñiga y Manrique de Lara o Teresa López de Zúñiga y Guzmán (c. 1502-25 de noviembre de 1565),II marquesa de Ayamonte', III duquesa de Béjar, III duquesa de Plasencia, II marquesa de Gibraleón y IV condesa de Bañares. Cambió su apellido por el de su esposa, pasando a llamarse Francisco de Zúñiga y Sotomayor. Le sucedió su hijo:
- Alfonso de Zúñiga y Sotomayor (f. 1559), V conde de Belalcázar,[22] VII marqués de Gibraleón, VII vizconde de la Puebla de Alcocer.[21]

Casó en 1542 con Francisca Fernández de Córdoba y Fernández de Córdoba, VI condesa de Cabra. Sin descendencia, sucedió su hermano:
- Francisco de Zúñiga y Sotomayor (Sevilla, 1523-Ávila, 20 de septiembre de 1591), VI conde de Belalcázar,[22] V marqués de Gibraleón, IV duque de Béjar, V conde de Bañares y VIII vizconde de la Puebla de Alcocer.[23]

Casó en primeras nupcias el 26 de octubre de 1544 con Guiomar de Mendoza y Aragón. Contrajo un segundo matrimonio en 1560 con Brianda de Sarmiento y de la Cerda. Le sucedió, de su primer matrimonio, su hijo:
- Francisco Diego López de Zúñiga y Mendoza (m. 1601), VII conde de Belalcázar,[24] V duque de Béjar, VI marqués de Gibraleón, VI conde de Bañares y IX vizconde de la Puebla de Alcocer.[23]

Casó en 1567 con su prima carnal, María Andrea Guzmán Zúñiga y Sotomayor, hija de Juan Claros de Guzmán y Leonor de Zúñiga, esta última hija del III duque de Béjar. Su hijo primogénito, Francisco de Zúñiga y Sotomayor, ingresó en 1587 como religioso domínico en el convento de San Pable el Real en Sevilla y cambió su nombre a Fay Francisco de la Cruz. Le sucedió su segundogénito:
- Alfonso Diego López de Zúñiga (1578-Gerena, 14 de diciembre de 1619), VIII conde de Belalcázar,[25] VI duque de Béjar, VII marqués de Gibraleón, VII conde de Bañares, X vizconde de la Puebla de Alcocer y caballero de la Orden del Toisón de Oro[23] en 1610. Conocido por su mecenazgo, Miguel de Cervantes le dedicó la primera parte de Don Quijote de la Mancha donde menciona todos sus títulos: «al duque de Béjar, marqués de Gibraleón, conde de Benalcázar y Bañares, vizconde de la Puebla de Alcocer, señor de las villas de Capilla, Curiel y Burguillos». Lope de Vega también le dedicó el Soneto 131 de sus Rimas y Luis de Góngora lo menciona en sus Soledades.[26] Recibió sepultura en Gibraleón.[27]

Casó el 2 de enero de 1595 con Juana de Mendoza y Enríquez de Cabrera. Le sucedió su hijo:
- Francisco Diego López de Zúñiga y Hurtado de Mendoza (1619-1 de noviembre de 1636), IX conde de Belalcázar,[28] VII duque de Béjar, VIII marqués de Gibraleón, VIII conde de Bañares y XI vizconde de la Puebla de Alcocer.[23]

Casó en primeras nupcias el 1 de enero de 1615 con Ana de Mendoza y Hurtado de Mendoza, III duquesa de Mandas y Villanueva, grande de España y III marquesa de Terranova. Casó en 1632 en segundas nupcias, siendo su primer marido, con Francisca Pacheco y Mendoza de la Cerda, hija de Juan Pacheco y Toledo, II conde de la Puebla de Montalbán. Le sucedió, de su primer matrimonio, su hijo:
- Alfonso Diego López de Zúñiga Sotomayor (1621-Madrid, 10 de julio de 1660), X conde de Belalcázar,[29] VIII duque de Béjar, IV duque de Mandas y Villanueva, IX marqués de Gibraleón, IX conde de Bañares, XII vizconde de la Puebla de Alcocer, IV marqués de Terranova, justicia mayor y alguacil mayor hereditario de Castilla[23] y caballero de la Orden del Toisón de Oro.

Casó en 1637 con Victoria Ponce de León, hija de Rodrigo Ponce de León, IV duque de Arcos, VI marqués de Zahara, IV conde de Casares, VI conde de Bailén. Sin descendientes. Le sucedió su hermano:
- Juan Manuel López de Zúñiga y Mendoza (1620-14 de diciembre de 1660), XI conde de Belalcázar,[30] IX duque de Béjar, V duque de Mandas y Villanueva, IX duque de Plasencia, X marqués de Gibraleón, X conde de Bañares, XIII vizconde de la Puebla de Alcocer, justicia mayor y alguacil mayor hereditario de Castilla.[23]

Casó con María Teresa de Sarmiento de Silva y Fernández de Híjar, III marquesa de Alenquer, hija de Rodrigo Sarmiento de Silva, VIII conde de Salinas, VIII conde de Ribadeo, y de Isabel Margarita Fernández de Híjar y Castro-Pinós, IV duquesa de Híjar, IV duquesa de Aliaga, IV duquesa de Lécera, VI condesa de Belchite, IV condesa de Vallfogona. Le sucedió su hijo:
- Manuel Diego López de Zúñiga y Sotomayor el Buen Duque (Béjar, 4 de enero de 1657-16 de julio de 1686), XII conde de Belalcázar,[31] X duque de Béjar, VI duque de Mandas y Villanueva, XI marqués de Gibraleón, XI conde de Bañares, XIV vizconde de la Puebla de Alcocer, VI marqués de Terranova, justicia mayor y alguacil mayor hereditario de Castilla.[32] Falleció en el sitio de Buda, plaza defendida por los turcos, a causa de las heridas recibidas.[31]

Casó con María Albertina de Castro-Portugal y Borja, hija de los condes de Lemos. Le sucedió su hijo:
- Juan Manuel López de Zúñiga y Castro (1680-2 de diciembre de 1747), XIII conde de Belalcázar,[31] XI duque de Béjar, VII duque de Mandas y Villanueva, XII marqués de Gibraleón, XII conde de Bañares, XV vizconde de la Puebla de Alcocer, caballero de la Orden del Toisón de Oro, justicia mayor y alguacil mayor hereditario de Castilla, gentilhombre de cámara con ejercicio y mayordomo mayor del príncipe de Asturias.[32]

Casó en primeras nupcias el 19 de julio de 1700 con María Pimentel de Quiñones (m. 1701), hija del IX duque de Benavente. En segundas nupcias casó el 24 de enero dede 1704 con Manuela Álvarez de Toledo y Moncada (m. 1709), VIII marquesa de Villafranca del Bierzo, hija del V duque de Fernandina y de la IX duquesa di Montalto. Contrajo un tercer matrimonio en 1711 con su prima carnal, Rafaela Luisa de Castro Centurión y Portugal. Casó en cuartas nupcias el 11 de diciembre de 1718, siendo su segundo marido, con Mariana de Borja y Aragón, XII duquesa de Gandía. Sin descendientes. Le sucedió, de su tercer matrimonio, su hijo que fue el «último miembro de la línea principal de esta casa»:
- Joaquín Diego López de Zúñiga Sotomayor Castro y Portugal (1715-Madrid, 10 de octubre de 1777), XIV conde de Belalcázar,[33] XII duque de Béjar, VIII duque de Mandas y Villanueva, XIII marqués de Gibraleón, XIII conde de Bañares, XVI vizconde de la Puebla de Alcocer, VIII marqués de Terranova, XIII conde de Lemos, justicia mayor y alguacil hereditario de Castilla, gran cruz de la Orden de Carlos III, caballero del Toisón de Oro, etc.[32]

Casó en primeras nupcias, en París, el 1 de marzo de 1733, con Leopoldina Isabel Carlota de Lorena-Marsan, matrimonio anulado en 1757, y en segundas nupcias el 7 de enero de 1761 con Escolástica Gutiérrez de los Ríos y Rohan-Chabot, hija de José Diego Gutiérrez de los Ríos y Zapata, V conde de Fernán Núñez. Al morir sin descendientes, le sucedió su sobrina, bisnieta de Manuela López de Zúñiga-Sotomayor y Silva, hija del IX duque de Béjar. Todos los títulos los absorbió la Casa de Benavente y, posteriormente, la Casa de Osuna:

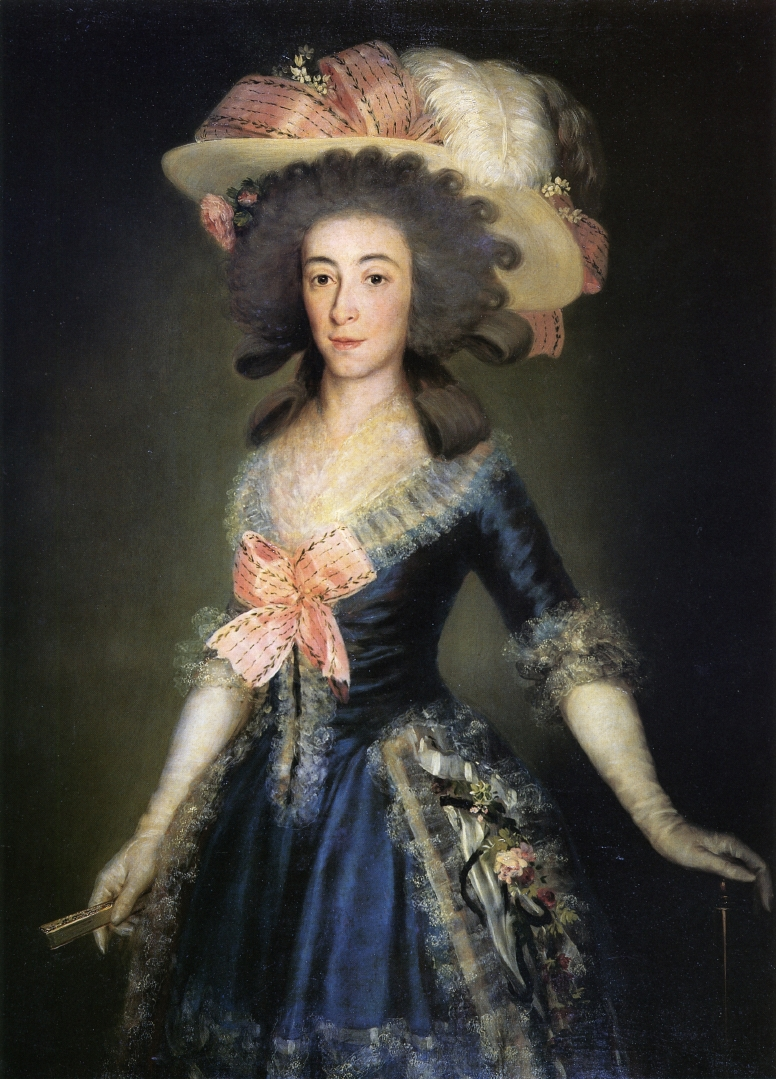
Retrato de la condesa María Josefa Pimentel y Téllez-Girón por Goya

- María Josefa Pimentel y Téllez-Girón (Madrid, 26 de noviembre de 1752-5 de octubre de 1834), XV condesa de Belalcázar,[33] XIII duquesa de Béjar, IX duquesa de Mandas y Villanueva, XV condesa y XII duquesa de Benavente, XIII duquesa de Plasencia, XII duquesa de Arcos, XIV duquesa de Gandía, XIV marquesa de Gibraleón, VIII marquesa de Jabalquinto, IX marquesa de Terranova, XII marquesa de Lombay, XVI marquesa de Zahara, XVIII condesa de Mayorga, XVI condesa de Luna, XIV condesa de Bañares, XIV condesa de Oliva, XI condesa de Mayalde, XII condesa de Bailén, XII condesa de Casares, XVII vizcondesa de la Puebla de Alcocer.

Casó en 1774 con su primo hermano Pedro de Alcántara Téllez-Girón y Pacheco, IX duque de Osuna, X marqués de Peñafiel, conde de Fontanar, XIII conde de Ureña. Sucedió su hijo:
- Pedro de Alcántara Téllez-Girón y Alonso-Pimentel (1778-1782), XVI conde de Belalcázar,[35][c] XXII conde de Mayorga, XV marqués de Lombay y XVI marqués de Zahara.[35] Sucedió su hermano:

- Francisco de Borja Téllez-Girón y Alonso-Pimentel (6 de octubre de 1785-Pozuelo de Alarcón, Madrid, 21 de mayo de 1820), XVII conde de Belalcázar,[36] XI marqués de Peñafiel, X duque de Osuna, II duque de Monteagudo, XVII marqués de Zahara, XVI marqués de Lombay, XIV conde de Ureña, XXIII conde de Mayorga, VI conde de Fontanar, primera voz del estamento noble de Cerdeña.[36]

Casó el 19 de marzo de 1802 con María Francisca de Beaufort-Spontin de Toledo, condesa del S. R. I. Le sucedió su hijo primogénito:
- Pedro de Alcántara Téllez-Girón y Beaufort Spontin (Cádiz, 10 de septiembre de 1810-Madrid, 25 de agosto de 1844), XVIII conde de Belalcázar,[36] XII marqués de Peñafiel, XVI conde-XIII duque de Benavente, XIV duque del Infantado, XI duque de Osuna, XII duque de Lerma, XV duque de Gandía, XIV duque de Béjar, XIII duque de Arcos, XIV duque de Medina de Rioseco, IV duque de Plasencia, X duque de Mandas y Villanueva, X duque de Pastrana, X duque de Estremera, XI duque de Francavilla, XVIII marqués del Zahara, XII marqués del Cenete, III marqués de Monteagudo, XVII marqués de Lombay, XV marqués de Gibraleón, XIV marqués de Argüeso, XIV marqués de Campoo, XV marqués de Santillana, XII marqués de Cea, XI marqués de Algecilla, X marqués de Almenara (I), XIII marqués de Távara, XVI conde de Melgar, XIII conde de Casares, XIV conde de Bailén, XVI conde de Ureña, VII conde de Fontanar, XXIV conde de Mayorga, IX conde de Villaflor, XV conde de Oliva, XII conde de Mayalde, XV conde de Bañares, XXII conde de Saldaña, XV conde del Real de Manzanares, XII conde de Ampudia, XIII conde del Cid, XIII conde de Villada, conde de Beaufort-Spontin, XVIII vizconde de la Puebla de Alcocer, XX señor y último de Marchena, XVIII señor y último de Villagarcía de la Torre, justicia mayor de Castilla, primera voz del estamento noble de Cerdeña, caballero de la Real Maestranza de Sevilla (1827), caballero de la Orden de Calatrava (1840), Gran Cruz de Carlos III y caballero de la Legión de Honor, camarero mayor y gentilhombre de cámara del rey con ejercicio y servidumbre, prócer del reino en las legislaturas de 1834 y 1836, notario mayor de Castilla.[37][38]

Soltero, sin descendientes. Le sucedió su hermano:
- Mariano Téllez-Girón y Beaufort Spontin (Madrid, 19 de julio de 1814-Castillo de Beauraing, Bélgica, 2 de junio de 1882), XIX conde de Belalcázar,[36] XIII marqués de Peñafiel, XVII conde-XIV duque de Benavente, XV duque del Infantado, XII duque de Osuna, XVI duque de Gandía, XV duque de Béjar, V duque de Plasencia, XIV duque de Arcos, XV duque de Medina de Rioseco, XI duque de Mandas y Villanueva, XIII duque de Lerma, XI duque de Pastrana, XI duque de Estremera, XII duque de Francavilla, XVIII marqués de Lombay, IX marqués de Monteagudo, XVI marqués de Gibraleón, XIX marqués del Zahara, XV marqués de Argüeso, XV marqués de Campoo, XVI marqués de Santillana, XIII marqués del Cenete, XIII marqués del Cea, XI marqués de Almenara (I), XIV marqués de Távara, X marqués de Terranova, XVI conde de Ureña, VIII conde de Fontanar, XXV conde de Mayorga, X conde de Villaflor, XVI conde de Oliva, XIII conde de Mayalde, XVI conde de Bañares, XIV conde de Casares, XV conde de Bailén, XXIII conde de Saldaña, XVI conde del Real de Manzanares, XIV conde del Cid, XIII conde de Ampudia, XVII conde de Melgar, conde de Beaufort-Spontin, XIX vizconde de la Puebla de Alcocer, notario mayor de Castilla, camarero mayor y gentilhombre de cámara del rey con ejercicio, primera voz del estamento noble de Cerdeña, senador del reino, vicepresidente del Senado en 1874, mariscal de campo, Gran Cruz de Carlos III, embajador en Rusia y diplomático.[39][40]

Casó el 4 de abril de 1866, en Weisbaden (Alemania), con su prima María Leonor de Salm-Salm, princesa de Salm-Salm y del Sacro Imperio Romano. Le sucedió su sobrina:
- María Cristina Fernanda Brunetti y Gayoso de los Cobos (Madrid, 25 de junio de 1831-San Sebastián, 1914), XX condesa de Belalcázar[42] y XI duquesa de Mandas y Villanueva.[43], hija del conde Lázaro Fernando Brunetti y de María Josefa Gayoso de los Cobos y Téllez-Girón, hermana de José Brunetti Gayoso de los Cobos.[44]

Casó el 27 de mayo de 1859 con Fermín Lasala y Collado. Sin descendientes. Sucedió, en 1916, por edicto de rehabilitación del 27 de noviembre de 1916:
- Francisco de Borja de Zuleta de Reales y Queipo de Llano (Jerez de la Frontera, 18 de noviembre de 1896-Jerez de la Frontera, 25 de agosto de 1961) , XXI conde de Belalcázar.[45][46] Era hijo de Diego María Zuleta y Zuleta (1850-1913) y de María de la Soledad Queipo de Llano y Fernández de Córdoba, XVI condesa de Casares.[45]

Casó el 2 de julio de 1920 con María del Carmen Carvajal y del Alcázar (m. Sevilla, 7 de enero de 1938), XII duquesa de Abrantes, XIII duquesa de Linares, XII marquesa de Sardoal, III marquesa del Duero, VIII condesa de Cancelada, XII condesa de Lences y dama de la Reina Victoria Eugenia de Battenberg, hija de Manuel María XI duque de Abrantes. Casó en segundas nupcias con María Paz Murga Ygual. Le sucedió, de su primer matrimonio, su hijo:
- José Manuel de Zuleta y Carvajal (1927-San Fernando, Cádiz,15 de octubre de 1992), XXII conde de Belalcázar,[46][48] XIV duque de Linares,[46] XIII marqués de Sardoal, XIV marqués de Valdefuentes, V marqués del Duero,[46] XIII conde de Lences, IX conde de Cancelada.

Casó, el 2 de mayo de 1957, con Virginia Alejandro y García. Le sucedió su hijo:
- José Manuel de Zuleta y Alejandro, XXIII conde de Belalcázar,[46][50] XIV duque de Abrantes,[46] XIV marqués de Sardoal,[51] VI marqués del Duero,[46] XV marqués de Valdefuentes, X conde de Cancelada,[51] XV conde de Lences, XVIII conde de Casares y capitán de caballería.[51] Desde el 25 de junio de 2014, es el jefe de la Secretaría de Su Majestad la Reina Letizia.[52]

Contrajo matrimonio, el 10 de mayo de 1986, con Ana Pérez de Guzmán y Lizasoain, hija del VI conde de la Marquina.